# Partido Trabalhista (Lituânia)
O Partido Trabalhista (em lituano:  Darbo partija – DP) é um partido político da Lituânia.
O partido foi fundado em 2004, pelo milionário russo Viktor Uspaskich, e, segue uma linha populista,centrista e social-liberal, situando-se no centro-esquerda.
Liderado por Valentinas Mazuronis, é afiliado, desde 2012, ao Partido da Aliança dos Democratas e Liberais pela Europa.

## Resultados eleitorais

### Eleições legislativas
| Data | CI. | Votos   | %            | +/-  | Deputados | +/- | Status   |
| ---- | --- | ------- | ------------ | ---- | --------- | --- | -------- |
| 2004 | 1.º | 340 035 | 28,4 / 100,0 |      | 39 / 141  |     | Governo  |
| 2008 | 5.º | 111 149 | 9,0 / 100,0  | 19,4 | 10 / 141  | 29  | Oposição |
| 2012 | 1.º | 271 520 | 19,8 / 100,0 | 10,8 | 29 / 141  | 19  | Governo  |
| 2016 | 8.º | 59 620  | 4,9 / 100,0  | 14,9 | 2 / 141   | 37  | Oposição |

### Eleições presidenciais
| Data | Candidato apoiado        | 1.ª Volta                | 1.ª Volta                | 1.ª Volta                | 2.ª Volta                | 2.ª Volta                | 2.ª Volta                |
| Data | Candidato apoiado        | CI.                      | Votos                    | %                        | CI.                      | Votos                    | %                        |
| ---- | ------------------------ | ------------------------ | ------------------------ | ------------------------ | ------------------------ | ------------------------ | ------------------------ |
| 2004 | Nenhum candidato apoiado | Nenhum candidato apoiado | Nenhum candidato apoiado | Nenhum candidato apoiado | Nenhum candidato apoiado | Nenhum candidato apoiado | Nenhum candidato apoiado |
| 2009 | Loreta Graužinienė       | 6.º                      | 49 686                   | 3,6 / 100,0              |                          |                          |                          |
| 2014 | Artūras Paulauskas       | 3.º                      | 160 139                  | 12,0 / 100,0             |                          |                          |                          |

### Eleições europeias
| Data | CI. | Votos   | %            | +/-  | Deputados | +/-     |
| ---- | --- | ------- | ------------ | ---- | --------- | ------- |
| 2004 | 1.º | 363 931 | 30,2 / 100,0 |      | 5 / 13    | –       |
| 2009 | 4.º | 48 368  | 8,6 / 100,0  | 21,6 | 1 / 12    | 4       |
| 2014 | 5.º | 146 607 | 12,4 / 100,0 | 3,8  | 1 / 11    | Estável |